# Dysdera apenninica aprutiana
Dysdera apenninica là một phân loài nhện trong họ Dysderidae.
Loài này thuộc chi Dysdera. Dysdera apenninica aprutiana được miêu tả năm 1964 bởi Alicata.